# Szentes
Szentes je město v Maďarsku, v župě Csongrád-Csanád, na jihu země, u hranic se Srbskem a Rumunskem. Rozkládá se 50 km severně od Segedína. V roce 2009 zde žilo 29 117 obyvatel. Je správním střediskem stejnojmenného okresu. Městem protéká rameno Tisy s názvem Kurca; samotná Tisa nicméně teče severojižním směrem pár kilometrů západně od města. 

## Historie

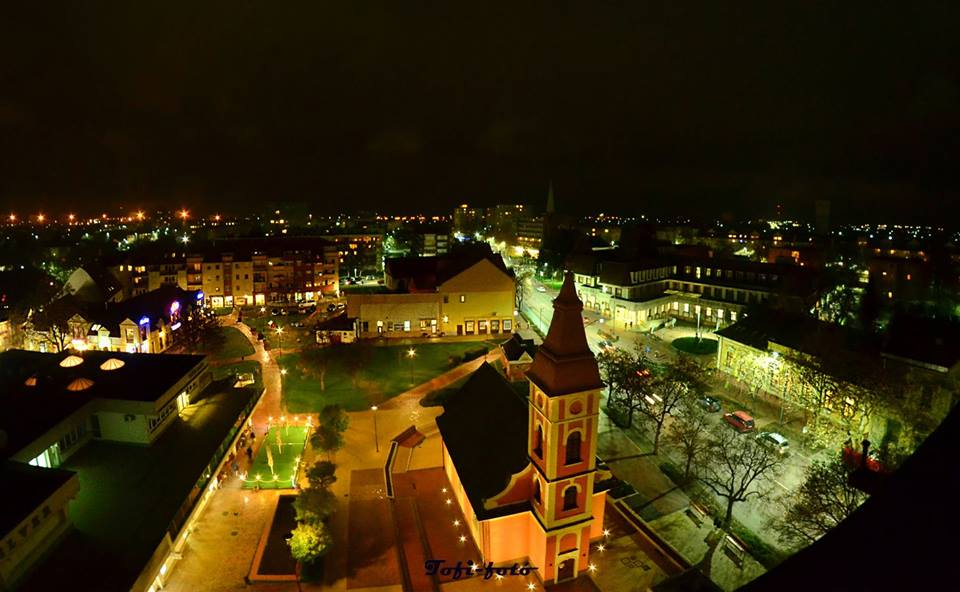
Pohled na město v noci.

První písemná zmínka o sídle na místě dnešního Szentese pochází z roku 1332. Obec je uváděna pod latinským názvem Scenthus. Během tureckého vpádu sem přišla řada lidí z okolních vesnic, které byly vypáleny. Obyvatelé Szentese se účastnili Rákócziho povstání na počátku 18. století. 
V roce 1709 zasáhla město epidemie moru, která si vyžádala asi tisícovku obětí. V roce 1715 bylo podle místních záznamů napočítáno celkem 230 rodin 
V roce 1773 zde žilo 7249 obyvatel. Na konci 19. století obklopovaly město ze západní strany lužní lesy mezi jednotlivými rameny řeky Tisy. Krajina byla podmáčená a nevyužitelná k zemědělství. Jižním směrem se nacházelo jezero Contrató, které bylo později nejspíše vysušeno a změněno na zemědělskou půdu.
Na mapách druhého vojenského mapování z poloviny 19. století je zástavba soustředěna mezi dvěma slepými rameny řeky Tisy. Na východním okraji města stál volný prostor, který byl určen ke konání trhů, nicméně se nejednalo o hlavní náměstí. Zástavba byla ve starší části organizována živelně podle přirozené uliční sítě a v novějších (vzniklých po roce 1900) podle pravidelné, kde jednotlivé ulice svíraly pravé úhly.
Po nějakou dobu byl Szentes i sídelním městem župy Csongrád (od roku 1830). V revolučním roce 1848 město odmítlo platit daně, které vyžadovali Habsburkové. Zhruba čtrnáct dní zde bylo přítomné císařské vojsko. Ve 20. letech 19. století mělo město 16 134 obyvatel (8277 mužů, 7857 žen); počet rodin 2979 a počet domů 2282. V druhé polovině 19. století zde byla postavena synagoga (otevřena roku 1872). Na katastrálních mapách z druhé poloviny 19. století se již objevuje velké tržiště jako Rákócziho náměstí.
První železniční trať do města Szentes byla otevřena v roce 1887 mezi ním a Kunszentmártonem, další potom vznikla směrem do města Hódmezővásárhely v roce 1893 a nakonec byla ještě roku 1906 otevřena železnice do města Orosháza. Na vojenském mapování z roku 1941 jsou všechny tyto železniční tratě již patrné. Zástavba města se rozšířila i přes rameno řeky Tisy (oblast Alsó-rét) směrem k jejímu hlavnímu toku. 
Szentes získal statut města v roce 1900. V roce 1947 se od něj odtrhly některé části a vytvořili novou obec Cserebökény, roku 1952 se oddělil Nagytők. Po druhé světové válce byla v Szentesi postavena panelová sídliště, a to na západním okraji města (za ramenem s názvem Kurca), tak i blíže k centru z východní strany (u ulice Kossutha Lájose).

## Ekonomika
Město je známé díky svým termálním lázním. Významnou roli v jeho ekonomice proto hraje turistický ruch, včetně například i konferenční turistiky. Historicky se zde nacházel závod na výrobu elektrických součástek.

## Kultura a pamětihodnosti

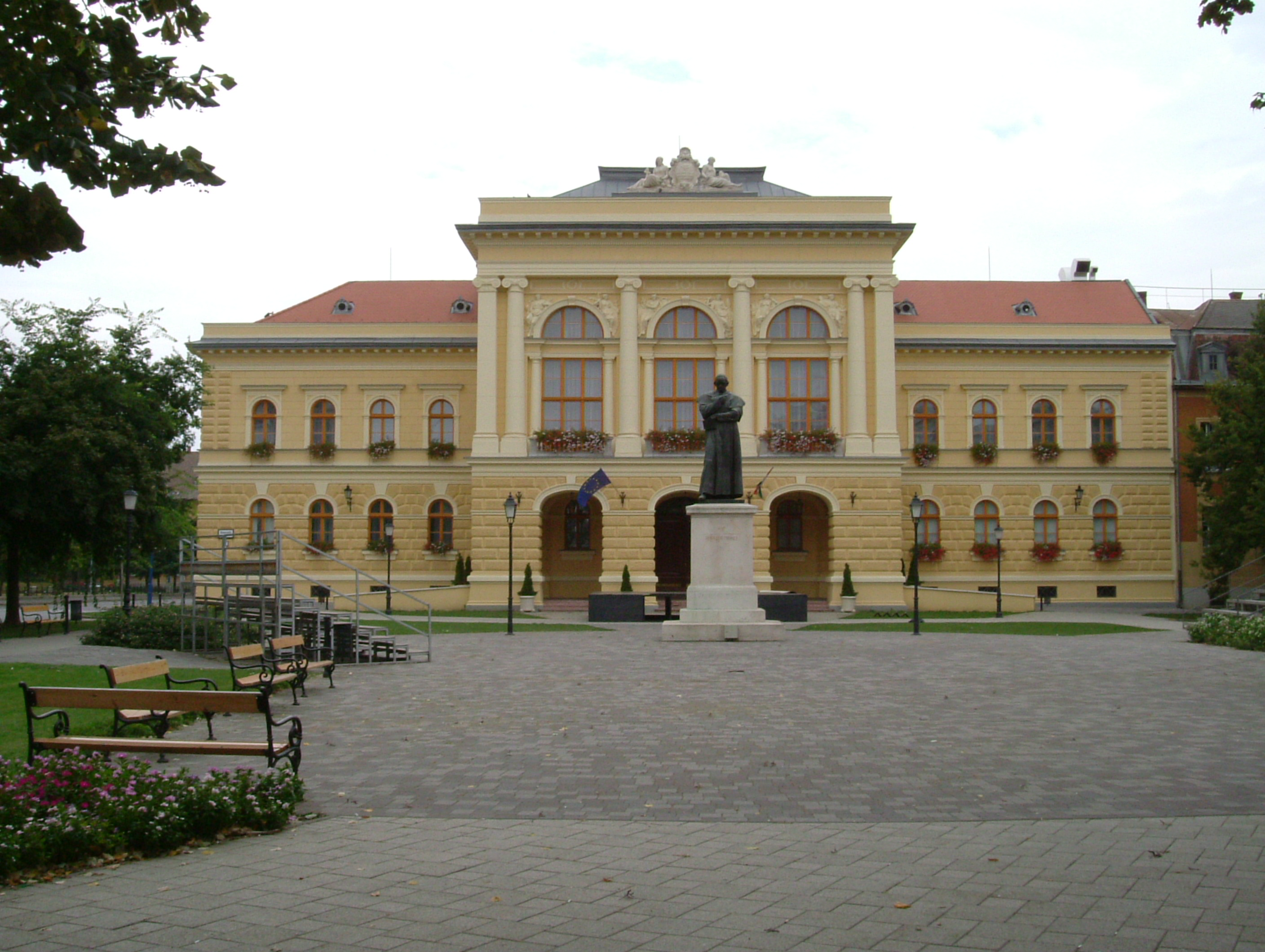
Bývalý župní dům z doby, kdy byl Szentes regionálním centrem.

### Kultura
V Szentesi se nachází muzeum železniční historie, které je umístěné ve starých objektech severně od místního železničního nádraží. Péter Pál má v centru města také svůj pamětní dům.

### Pamětihodnosti
Ve středu města stojí dvě velká náměstí; Kossuthovo náměstí (maďarsky Kossuth tér a Alžbětino náměstí (maďarsky Erzsébet tér). Místní kostely v centru města jsou zasvěceny sv. Anně (kostel svaté Anny) a sv. Mikulášovi (kostel sv. Mikuláše). Doplňuje je také velký reformovaný kostel, stojící v centru města na Kossuthově náměstí.
Pamětihodností je i místní budova radnice, dokončená roku 1911 podle návrhu architekta Aloise Bohna, 
V Szentesi se nachází také 235 m vysoký televizní vysílač (maďarsky Szentesi tévétorony), který zajišťuje pokrytí komunikačními signály pro jih Maďarska. Místní radnice pochází z roku 1911 a navrhl ji architekt Alois Bohn. V bývalé budově synagogy dnes sídlí knihovna. V budově bývalého župního úřadu se nachází muzeum Józsefa Koszta.
Olympijský vítěz z roku 1936, Márton Lőrincz, daroval městu strom, dnes Olympijský dub. 
V lokalitě Ecser se nachází pozůstatky středověkého kostela, který byl zničen během turecké okupace. Dnes jej obklopuje pole.

## Doprava
Městem prochází silnice celostátního významu č. 45, která vede ze severu na jih a směřuje do města Hódmezővásárhely. Od ní se odpojuje silnice č. 451 směrem k městu Csongrád, dálniční spojení Szentes se zbytkem Maďarska nemá. Zhruba 35 km západně od něj ale vede dálnice M5 směřující do Budapešti a do Subotice v Srbsku.

## Školství
V Szentesi se nachází pět středních škol, jednou z nich je Gymnázium Mihály Horvátha a jednou je potom odborná zahradnická škola.

## Sport
V centru města stojí sportovní hala László Pappa.
Jedním z nejznámějších sportovních klubů v Szentesi je fotbalový klub Szentesi TE FC. Klub byl založen v roce 1921 a patří k velmi oblíbeným ve městě. Působí zde dále také basketbalový tým Szentesi KK, který vznikl roku 1951, potom ještě volejbalový tým Sentesi VC. 

## Významné osobnosti
- Noémi Szécsi, maďarská spisovatelka
- Mihály Horváth (1809–1878), historik a teolog
- Péter Zsoldos (1930–1997), spisovatel science fiction
- György Csete (1937–2016), architekt
- Pál Orosz (1939–2014), fotbalista a trenér
- László Pusztai (1946–1987), fotbalista
- László Gyimesi (* 1948), pianista
- Katalin Pitti (* 1951), operní zpěvačka